# Lieve Baeten
Lieve Baeten (Zonhoven, 24 oktober 1954 – Bekkevoort, 15 oktober 2001) was een Vlaams auteur en illustratrice, bekend geworden van de prentenboekenreeks Lotje.
Baeten studeerde grafische vormgeving aan de Koninklijke Academie voor Schone Kunsten van Antwerpen. Ze huwde in 1976 met Koen Fossey.
Lotje (Patou in het Frans, Die kleine Hexe in het Duits) is een klein heksje dat op haar bezem in allerlei schattige situaties komt. Lotje werd vertaald in 14 talen.
Baeten kwam in 2001 om het leven door een auto-ongeval. Haar zoon Wietse heeft haar laatste, half afgewerkte, boek Slimme Lotje verder vervolledigd door computerbewerkingen en uitgebracht.

## Prijzen
- Boekenpauw (1993), voor "Nieuwsgierige Lotje"
- Kinderboekwinkelprijs (1995), voor "Lotje is Jarig"